# Xanthorhoe trientata
Xanthorhoe trientata är en fjärilsart som beskrevs av W. Warren 1901. Xanthorhoe trientata ingår i släktet Xanthorhoe och familjen mätare. Inga underarter finns listade i Catalogue of Life.